# 坚叶毛蕨
坚叶毛蕨（学名：Cyclosorus subcoriaceus）为金星蕨科毛蕨属下的一个种。